# Хомяково (Орловская область)
Хомяково — деревня в Знаменском районе Орловской области. Входит в состав Коптевского сельского поселения.

## Население
| 2010 |
| ---- |
| 1    |

## История
Деревня Хомяково упоминается в 1678 году в составе Севского разряда в Карачевском уезде среди поместий Рословского стана.
16 июля 1943 года войска 61-й армии Брянского фронта, продолжая наступление, углубились в оборону противника на 12 км и освободили деревни: Хомяково, Анчаково, Милятина, пос. Дубровский (Болховский район) и д. Касьяново (Тельченский район)
.
При прорыве вражеской обороны на Болховском направлении в районе деревень Пальчикова и Хомяково и в последующих боях за освобождение Орловской области младший сержант А. Г. Попугаев, ведя ураганный огонь из своего миномёта, способствовал отражению нескольких контратак противника, уничтожив до 50 гитлеровских солдат и офицеров, за что был награждён медалью «За отвагу»
.